# Mirosław Wądołowski
Mirosław Piotr Wądołowski (ur. 30 stycznia 1957 w Zambrowie) – polski nauczyciel i samorządowiec, burmistrz Helu w latach 1998–2014 i ponownie od 2018.

## Życiorys
Ukończył studia magisterskie na Uniwersytecie Gdańskim i podyplomowe z zakresu prawa samorządowego. Z zawodu jest nauczycielem. Przyjechał na Hel w latach 80. XX wieku. Nauczał chemii w lokalnej szkole podstawowej (1986–1989), po czym pełnił funkcję dyrektora szkoły w Kuźnicy (1989–1996). Od 1996 do 1998 był dyrektorem zespołu szkół ogólnokształcących w Helu.
W wyborach samorządowych w 1998 uzyskał mandat radnego miasta, następnie rada miejska wybrała go na burmistrza z poparciem AWS i Unii Wolności. W wyborach w 2002 i 2006 uzyskiwał reelekcję w wyborach bezpośrednich.
W wyborach parlamentarnych w 2001 kandydował do Sejmu z listy UW, która nie osiągnęła progu wyborczego.
Blisko związany z Aleksandrem Kwaśniewskim, który często pojawiał się w Helu również podczas oficjalnych uroczystości miejskich (m.in. przy wmurowaniu kamienia węgielnego pod budowę hali sportowej i otwarciu nowej ścieżki rowerowej). W 2005 z inicjatywy Mirosława Wądołowskiego rada miejska nadała Aleksandrowi Kwaśniewskiemu tytuł honorowego obywatela Helu.
W 2005 został odznaczony Złotym Krzyżem Zasługi.
Był działaczem Unii Wolności i Partii Demokratycznej – demokraci.pl (kierował jej strukturami w gminie Hel), którą opuścił na początku 2007. Od tego czasu bezpartyjny.
W październiku 2007 został zatrzymany przez funkcjonariuszy CBA w związku z przyjęciem od agentów Biura podających się za przedsiębiorców korzyści majątkowej za próbę tzw. ustawienia przetargu publicznego. Został zawieszony przez sąd w obowiązkach burmistrza, które od 2007 pełnił Jarosław Pałkowski. Poświęcił się wówczas działalności gospodarczej w spółce EMKOM należącej do żony.
W 2010 w drugiej turze został ponownie wybrany na stanowisko burmistrza Helu. W 2014 przegrał z Klemensem Kohnkem. W 2015 został odznaczony Odznaką Honorową za Zasługi dla Samorządu Terytorialnego. W 2018 i 2024 ponownie wybierany na burmistrza Helu.

### Proces
Na początku października 2009 rozpoczął się przed warszawskim Sądem Okręgowym proces Mirosława Wądołowskiego i Beaty Sawickiej. 18 kwietnia 2012 zostały mu przedstawione zarzuty przyjęcia korzyści majątkowej, zagrożone karą do 10 lat pozbawienia wolności; prokurator zażądał 3,5 roku pozbawienia wolności i 36 tys. zł grzywny. 16 maja tego samego roku został skazany na 2 lata pozbawienia wolności w zawieszeniu na 5 lat oraz grzywnę 20 tys. zł. 19 marca 2014 został uniewinniony.

## Życie prywatne
Jest miłośnikiem samochodów i szybkiej jazdy.
Żonaty z Olgą, ma dwie córki.